# 赵树理
赵树理（1906年9月24日—1970年9月23日），原名赵树礼，字齐民，男，山西沁水人，中国现代小说作家，曾担任中国文联常务委员、中国作家协会理事、中国曲艺工作者协会主席，曾任《曲艺》、《人民文学》编委、中国共产党第八次全国代表大会代表，全国人民代表大会第一、二、三届代表。
赵树理早年从事小学教员等工作，1930年走上文学创作的道路。抗日战争和国共内战时期，赵树理一直从事文字工作，在多家报社担任编辑，1943年写出成名作小说《小二黑结婚》。1949年4月进入北京，后受到多次政治运动牵连，1965年回到家乡山西，“文化大革命”期间被批斗致死。
赵树理在小说、戏剧方面均有建树，小说主要有《小二黑结婚》、《李有才板话》等，戏剧主要有《万象楼》、《十里店》。他的小说多以晋东南农村为背景，且多取材于日常生活体验与农民生活。小说常借小人小事反映时代风貌，擅长于在平凡琐细的生活中，依靠人物的语言行为，以勾画其微妙的心理活动。对于戏剧，赵树理追求的是注重塑造“典型人物”与“生活艺术化”理念，做到艺术上有真实性。

## 生平

### 早年生活
1906年9月24日，赵树理出生在山西沁水的一个农民家庭，乳名得意，学名赵树礼。
1912年，赵树理进入尉迟村中吕家的私塾上学，但在私塾中遭到同学欺侮，后退学跟着爷爷赵忠方学习四书五经以及《百中经》、《玉匣记》等。:3-4
1920年，赵树理进入沁水县端氏镇的新式学堂沁水县立第二高等小学学习。1923年，赵树理以第一名的成绩从高小毕业，毕业后被聘为沁水县野鹿村初小教员。一年后，赵树理后被野鹿村初小校长解聘，前往掌板村初级小学担任教员。:42-47
1925年，赵树理因出身低贱且没有关系，被督学撤去掌板村初级小学教员的职务。为谋求生计，赵树理前往阳城县做了半年左右的私塾讲师。父亲赵和清为儿子打听到了位于长治的山西省立第四师范学校，其中的学生享受官费待遇，每月可领到三元八角的餐补，并且毕业后可以稳做高小教员，没有失业的烦恼。1925年夏，赵树理考取了山西省立第四师范学校。 :50
在山西省立第四师范学校求学期间，正值国民大革命，中国国民党从太原派到了两名党员前来长治开展工作，其中一位名叫周毓林，其实际上为中国共产党党员。周毓林将《铁血》、《雪耻》等先进刊物分发到四师同学手中，并秘密发展了长治的第一批共产党员，其中包括赵树理的朋友王春和常文郁。受到王春的影响，赵树理开始接触共产主义。 :621926年秋，国民党长治市党部宣传三民主义，赵树理对其中的“平均地权”，实行耕者有其田较感兴趣。后王春给了他一本《共产主义ABC》，赵树理在研读后觉得共产主义更有道理。1927年春，由王春介绍，赵树理加入中国共产党。 :63
1927年10月，赵树理与王春等共产党人组织学生运动，驱逐作风专制、压迫学生、贪污公款的第四师范学校校长姚用中。经多次斗争，运动得到长治各界人士同情，赵树理等人成功驱逐了校长。 :65-76
1928年春，白色恐怖蔓延至长治，第四师范学校的中共党组织被破坏，赵树理经学校教师王璧协助，化装前往安泽，至此赵树理与中共党组织失去联系。 :79 :21
1929年初，赵树理参加了沁水县招收小学教师的考试，名列第一，被分配到西关小学担任教员。1929年4月，国民党沁水县党部收到国民党山西省党部密电，要求立刻抓捕共产党人赵树理。4月28日，赵树理被捕捉，后因证据不足，被以“共党嫌疑犯”的名号关押进山西省自新院（后为山西省反省院）。在狱中，赵树理写出了自己的处女作《悔》，作品揭露了当时教育界的腐败。 :85、86、90
1930年5月，赵树理出狱，后辗转于太原沁水之间，干过许多杂活。同年秋，赵树理将原名中的“礼”改为“理”，意为要破封建思想的“礼”，树马克思主义的“理”。 :271933年夏，赵树理前往太谷县北洸小学任教。1934年元旦，赵树理指导学生演出新戏，讽刺地主和官僚，后被学校以“思想进步”为由被辞退。迫于生计，赵树理前往开封一家书店当伙计，不久后因街道拓宽，书店被拆，赵树理只好投奔在太原上大学的老同学史纪言和王中青。到达太原后，因生活压力过大，赵树理欲在太原市文瀛公园投水自杀，史纪言和王中青及时赶到，赵树理自杀未遂。同年，赵树理立志从事文艺大众化工作。 :118、121
1936年秋，受史纪言、王中青邀请，赵树理前往上党乡村师范学校教书。:41

### 抗日与国共内战时期
1937年秋，赵树理在阳城加入“牺牲救国同盟会”。该年冬，赵树理重新加入中国共产党。1938年夏，阳城“牺盟”遭阎锡山的破坏，赵树理回到长治担任中心区第五专署民宣科烽火剧团团长。:43
1939年，阎锡山发动了“晋西事变”，镇压“牺盟”，赵树理躲过搜捕，被调到八路军一二九师的《晋豫日报》（后为《人民报》），担任副刊编辑。1940年，他前往华北《新华日报》社工作。
1941年冬，赵树理调任中共太北区党委宣传部，负责通俗写作。1942年秋，经秋杨献珍提议，赵树理调中共中央北方局党校调查研究室。:56-63
1943年5月，赵树理写出成名作小说《小二黑结婚》，但受到新华书店阻扰不予出版，后经彭德怀题词批示“像这种从群众调查研究中写出来的通俗故事还不多见”，该书于9月出版。10月，赵树理写出小说《李有才板话》，同月，调任华北新华书店担任《新大众报》编辑，直到中华人民共和国成立。:56-61
1947年8月，赵树理出席晋冀鲁豫边区文联常务理事会，赵树理增选为理事和常务理事。同月，加入武安赵庄土改工作团，担任副团长，前往赵庄工作。:79
1948年8月，赵树理华北文艺工作者会议，担任华北文艺界协会理事。:84
1949年4月，赵树理随《新大众报》（后为《工人日报》）进入北京，担任编委。7月，被选为全国文联委员。同月，担任工人出版社社长。9月，赵树理以文艺代表身份出席第一届中国人民政治协商会议。

### 中华人民共和国时期
1949年10月1日，赵树理参加了中華人民共和國中央人民政府成立典禮。后历任文化部戏曲改进局曲艺处长、《说说唱唱》主编、北京大众文艺研究会主席、北京市文联副主席。
1951年1月，赵树理调中共中央宣传部文艺处，担任文艺干事。1953年1月，赵树理调往中国文学工作者协会，任《人民文学》编委。两次任职期间其间，赵树理多次下乡到晋东南地区的武乡县北漳村、平顺县川底村，协助基层工作。:104、115
1958年9月，小说《锻炼锻炼》出版，小说发表后反响很大，有些读者认为小说反映了现实，有些则认为赵树理在丑化农民群众，没有歌颂先进人物。:18111月，赵树理前往朝鲜进行访学，听闻国内农业工业频频“放卫星”，以及家乡附近的阳城放钢铁的“卫星”，向朝鲜作家宣传了一番。12月，赵树理回国，即刻赶往太原，请求山西省委安排挂职工作，以便实地了解农村状况，山西省委安排他担任阳城县委书记处书记。:149:182
1959年4月1日，《文艺报》刊登署名武养的《一篇歪曲现实的小说——“锻炼锻炼”读后》文章，就持小说丑化群众和干部的观点。以此为开端，《文艺报》及其他刊物展开了历时数月的关于“文艺作品如何反映人民内部矛盾”的讨论。最后以王西彦的《〈锻炼锻炼〉和反映人民内部矛盾》做为总结, 表明《文艺报》是保护和支持赵树理的。不过, 《锻炼锻炼》在读者印象中成为有“问题”的小说。:475
1959年8月20日，赵树理写成了万字长文《公社应该如何领导农业生产之我见》寄送《红旗》负责人陈伯达，陈述自己对于当时农村工作的一些看法，强调实事求是，避免浮夸。11月，在“反右派斗争”运动进行中，陈伯达想起赵树理的万字文，认为赵树理是“右倾”，批转作协党组，要求作协对赵树理进行批判。同时，陈伯达将该文做为“右倾”言论进行摘录，印发到文艺界以供批判。阳城县委闻讯后，组织人员把赵树理在阳城的一些谈话，整理成“右倾言论材料”，呈送山西省委和中央，进一步提供赵树理的“罪证”。不久，中国文联、作协召开会议，批判赵树理“右倾言行”，指责其与彭德怀一唱一和，大大小小的批判持续了三个月。:190:154-155
1960年2月，对于赵树理的批判基本结束。:1571962年8月，中国作协在大连召开农村题材短篇小说创作座谈会（大连会议），会议落实当年年初七千人大会精神，对“大跃进”进行初步总结，对“反右”中被错误批判的人进行平反。在大会上，作协党组书记邵荃麟代表作协宣布，1959年对于赵树理的批判是错误的，予以彻底平反。同时，小说《锻炼锻炼》被给予肯定，描写中间人物是重要的。参与会议的一些作家，将赵树理称为写农村题材的“铁笔”、“圣手”。:200-201
1964年6月27日，毛泽东发出《对全国文联和所属各协会整风的批示》，文联等各单位开始再度整风，不久后，“极左”势力占上风，大连会议精神遭到否定，“写中间人物”的代表赵树理再次遭到批判。10月，批判从内部升格为公开点名，《文艺报》发表长篇文章，将写“中间人物”说成是“资产阶级文学主张”，同时发表的《关于“写中间人物”的材料》点名赵树理的作品“没有能足够饱满的热情描写出革命农民的面貌”。1964年底，赵树理向作协申请将自己调回山西文联工作。1965年2月，赵树理全家离开北京。 :545-550:200-2111965年3月，赵树理兼任晋城县委副书记，分管文化工作。:180

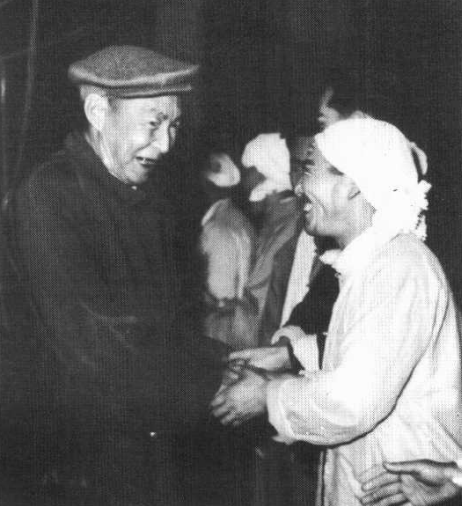
1965年12月，赵树理接见上党梆子演员

1966年5月，华北局会议上“内定”赵树理为重点批斗对象，在全山西省范围内进行批斗。1966年7月20与21两日日，晋东南地委书记王尚志、副书记仝云等亲自领导、组织贴出了两份针对赵树理的大字报，同时上报山西省委，下发辖区各县、地直机关。面对压力，赵树理于8月1日、3日两人做出检讨，最终总结自己是“狂妄自大、自以为是的臭文人”、“情同隔世的老古董”。
1966年8月8日，中共八届十一中全会通过《关于无产阶级文化大革命的决定》，《决定》认为有些部门负责人对于“文化大革命”“很不认真，很不得力”，当日下午，山西省委宣传部召开批判赵树理的座谈会，座谈会最终认定赵树理“长期以来坚持着一套系统的资产阶级政治纲领”。座谈会召开后，对于赵树理的批判迎来了小高潮，《山西日报》于11日、13日、18日发布对赵树理的批判文章和报道，将此前未向社会公开的批判内容公开化。
1967年1月，《红旗》发表姚文元文章《评反革命两面派周扬》，以不点名的方式称赵树理是“资产阶级‘权威’”。此后，中央媒体加入到批判赵树理的行列之中。《光明日报》《解放军报》接连发表“批赵”文章，当月9日发表于《解放军报》上的刘叶的《揭开周扬和赵树理之间的黑幕》第一次批判赵树理的成名作《小二黑结婚》。
1967年6月，赵树理在太原五一广场接受批斗，批斗结束后，有几个红卫兵要求赵树理背诵《毛泽东选集》中《愚公移山》，赵树理背不上来，被其中一位打中胸部，打伤了两根肋骨，肺叶被折骨戳通。 :607
1968年初，赵树理进入山西省文联学习班劳动。1969年，赵树理继续在省文联被监管劳动，时常被出去去批斗。在当年晋城的一次批斗当中，有人将三张桌子垒在一起，让赵树理跪在上面“认罪”，后被推下桌去，摔断髋骨。 :600:188-189
1970年6月23日，山西省成立“赵树理专案组”，赵树理被押进山西省高级人民法院军管组，进行隔离审查。7月25日，《山西日报》发表陈永贵文章《赵树理是贫下中农的死敌》，全省掀起批赵高潮。至此直到第二年4月，《山西日报》持续以整版通栏方式，发表批赵文章一百多篇。:1909月18日，赵树理被押往太原市湖滨会堂接受批斗，批斗会开始半小时后，赵树理昏倒在地。9月23日凌晨，赵树理在太原逝世。 :613-614

## 创作

### 小说
赵树理的主要小说有《小二黑结婚》（短篇小说，1943年华北新华书店出版）、《李有才板话》（中篇小说，1943年华北新华书店出版）、《李家庄的变迁》（长篇小说，1946年华北新华书店出版）、《三里湾》（长篇小说，1955年通俗出版社出版）、《锻炼锻炼》（短篇小说，1958年山西人民出版社出版）、《下乡集》（小说集，1963年作家出版社出版）。
他的小说多以晋东南农村为背景，且多取材于日常生活体验与农民日常生活。小说常借小人小事反映时代风貌，擅长于在平凡琐细的生活中，依靠人物的语言行为，以勾画其心理活动。受赵树理自身经历和山西独特的地域文化影响，赵树理的小说创作呈现出大众化倾向与宣传意识，启发农民觉悟、向农民宣传新思想成为了他创作的出发点。赵树理曾今自述，“不想做文坛文学家，只想上‘文摊’，写些小本子夹在卖小唱本的摊子里去赶庙会......这样一步一步地去夺取那些封建小唱本的阵地，做这样一个文摊文学家”。在结构上，赵树理的小说多为纵向型的故事体，整体上是一个有头有尾的圆形结构，且截取生活片断，采用倒叙等笔法，构成如中国古典小说、评书搬的故事完整,首尾齐全,含描写于叙述之中。在语言上，赵树理习惯使用晋东南方言重叠词与晋语特殊反问句式，并且大量使用比喻、对比、顶真等辞格。
赵树理的小说创作也存在局限，“文艺必须从属于政治”理论几乎指导了赵树理后二十多年的创作生活，使得赵树理写出一些纯粹为了配合某个政治运动任务而缺少生活根据的作品。

### 戏剧
赵树理在进行小说写作的同时，同时进行戏剧的整理、改编和创作。赵树理的戏剧传作时间跨度大，涵盖了左翼文学时期、延安文艺整风时期、“十七年文学”时期。赵树理的戏剧主要有《韩玉娘》、《万象楼》、《开渠》、《十里店》和《三关排宴》。在这些作品中，赵树理将1942年创作的上党梆子现代戏《万象楼》视为自己戏剧创作的起点，《十里店》则是自己的终点，晚年常说自己的创作是“生于《万象楼》，死于《十里店》”。
《十里店》是赵树理一生创作的最后一部完整的文学作品，表现的是“四清”运动时期写“四类分子”的活动以及英雄人物的斗争，一反之前赵树理写“中间人物”的创作习惯，借剧中人物王东方母亲之口，将当时真实存在的农村贫富两极化、普通劳动农民生存艰难的处境搬上了舞台。但在经赵树理六次修改后，仍旧无法被当时的主流接受。1966年4月，山西省的负责文化的王谦、卫恒等人，在观看过修改后的最后一版《十里店》的内部演出后，说：“你们也不看看现在是什么形式，还演这样的戏。”赵树理无奈的表示，“我这戏在农村演，没问题；到县里、专里，就要有人提意见；到省里就通不过。”
在戏剧艺术上，赵树理追求的是“生活艺术化”理念，做到艺术上有真实性。同时，他积极促进戏剧改革，对于传统剧目保留其中的积极的传统文化，并且遵循戏曲的艺术规律，创作戏曲现代戏。在语言上，赵树理戏剧语言常常口语化、个性化与通俗化。在剧情的安排上，尊重农民的审美意趣，往往采用“大团圆”结局，笔调幽默风趣，故事性强烈。

### 中间人物
赵树理在创作中塑造了大量的“中间人物”，他们因为生活的时代环境，受封建思想侵蚀，导致思想保守，受到剥削却又难以接受进步思想，在集体劳作中自私自利，但经过教育后，他们开始逐渐改变旧习气、旧观念与小生产者意识。这种中间人物的塑造克服了英雄人物塑造上简单化、片面化的缺点，抑制了“神化”的倾向。中间人物在社会中毕竟占大多数，赵树理写中间人物能更好地反映现实。基于赵树理的的创作为依据，邵荃麟在大连会议上，提出“现实主义深化”、“写中间人物”的主张。

## 影响

### 赵树理方向

1947年，赵树理（中）和陈荒煤（左一）、于黑丁（右一）在晋冀鲁豫边区文联召开“文艺工作座谈会”时的合影

在《在延安文艺座谈会上的讲话》的发表及中国共产党文艺方针政策确立的背景下，时任中共晋察冀中央局宣传部长周扬于1946年8月26日的《人民日报》上发表《论赵树理的创作》，文章中认为赵树理的创作“是毛泽东文艺思想在创作实践上的一个胜利”，周扬的文章将赵树理的作品带到了前所未有的高度，同时得到左翼文学作家郭沫若、茅盾的赞扬。
1947年7月，晋冀鲁豫边区文联根据中共晋冀鲁豫中央局宣传部的指示，召开讨论赵树理的文学创作的座谈会，会上一致认为“赵树理的创作精神及其成果，实为边区文艺工作者实践毛泽东文艺思想的具体方向”。8月10日，《人民日报》发表边区文联副理事长陈荒煤的文章《向赵树理方向迈进》，文章认为赵树理的创作“最朴素，最具体地实践了毛泽东的文艺方针，因此他获得如此光辉的成就” ，正式提出“赵树理方向”，号召边区作家向赵树理学习。1951年1月，赵树理调任中共中央宣传部，时任中央宣传部副部长胡乔木希望赵树理成为中国的高尔基，这时“赵树理方向”才真正树立起来。
1955年，小说《三里湾》出版后遭到批判，在此同时，《山乡巨变》、《创业史》等小说的出现，标志着一种新文学模式“ 社会主义现实主义” 文艺开始走向成熟，并受到主流形态的认可，逐步取代“赵树理方向”。20世纪80年代之后，在“重写文学史"的背景下，对于“赵树理方向”的研究和评价开始得到学界的重新重视，研究呈现出多元、丰富的趋势。

### 山药蛋派
20世纪40年代，一批作家如马烽、西戎等受到《在延安文艺座谈会上的讲话》和“赵树理方向”的影响，以赵树理为中心，自觉向赵树理创作风格靠拢，逐步形成的一个文学流派。20世纪50年代中期，这些作家先后回到山西工作，且先后担任山西文艺界高级领导职务。同时，1956年7月，周扬在山西提出有意识地发展文学流派，成为“山药蛋派”创建的开端。1958年6月，《文艺报》第11期刊出“山西文艺特辑”，赵树理被纳入山西作家群中，“山药蛋派”正式成形。
该流派在过去又被称为“赵树理派”“火花派”“山西派”，1979年，李国涛在《光明日报》发表《且说“山药蛋派”》，因该派作家作品有深厚的生活气息和地方色彩，就像山西盛产的山药蛋（马铃薯），在书面上给这流派正式命名为“山药蛋派”。

## 纪念
1978年10月17日，中共中央、国务院为赵树理举行追悼会，并为其平反，骨灰安葬北京八宝山革命公墓。1986年9月24日，部分骨灰由八宝山迁回故乡尉迟村埋葬。

### 建筑
赵树理家乡晋城尉迟村，保留着赵树理故居。故居占地约500平方米，格式为一进两院，前院被毁，现存内院。 1986年，薄一波为故居题名。2004年，故居成为山西省重点文物保护单位。同时，晋城为赵树理修建了赵树理文学馆，占地20.1亩。
太原市杏花岭区有一座赵树理旧居，赵树理从1965年离开北京后直至去世，都居住于此。旧居建筑面积315.45平方米，三合院结构，靠近山西省作协。馆内陈列着赵树理写作、生活的实物与照片。

### 影视
1991年10月，电视剧《赵树理》在尉迟村开机，后由由山西电视台、中央电视台播放。2006年5月，电视剧新《赵树理》2006年5月18日在央视一套播出，由演员李雪健扮演赵树理。

### 图书
1980年10月，工人出版社出版了四卷《赵树理文集》。后陆续有不同版本的《赵树理文集》、《赵树理传》、《赵树理年谱》出版。

## 家庭
赵树理祖父赵忠方，年轻时在河南经商，后回乡务农。父亲赵和清，以务农为生。
赵树理共有两任妻子。第一任妻子马素英，山西省阳城县牛家岭人，由赵和清包办，于1922年1月23日与赵树理结婚，1927年罹患肺结核去世。 :45、83。第二任妻子关连中，山西省沁水县武安村人，再次由赵和清包办，于1931年12月18日结婚。:109、111
赵树理与马素英育有一子，名为赵大湖，学名赵广源，“文革”前担任过河津县委宣传部长，后改任统战部长。与第二任妻子育有两男一女，分别名为赵二湖、赵三湖、赵广建。赵二湖先后做过农民、工人，“改开”后进入山西省作协工作。赵三湖一直在做农民，后进入电厂当工人。赵广建高中毕业后，被赵树理送到山西晋城做了农民，“改开”后到太原做了一名图书管理员。 :49:45、83